# مقاطعة فلاسك
مقاطعة فلاسك هي إحدى ضواحي موريشيوس، بلغ عدد سكانها 140,294 نسمة، تبلغ مساحتها 297.9 كيلومتر مربع.

## الموقع
تشترك في الحدود مع:
- مقاطعة موكا.

## أعلام
- سيووساغور رامجولام
- جوليان ديسغاردين